# Editae saepe
Editae saepe ist eine Enzyklika von Papst Pius X., die auch „Borromäus-Enzyklika“ genannt wird. Sie datiert vom 26. Mai 1910 und ist dem Andenken des heiligen Karl Borromäus gewidmet.

## Publikation und Sprache
Die Enzyklika wurde am 29. Mai 1910 auf Italienisch im Osservatore Romano und in der offiziellen lateinischen sowie in der italienischen Version wenig später in den Acta Apostolicae Sedis veröffentlicht. Da Pius X. die lateinische Sprache nur mangelhaft beherrschte, verfasste er sie aller Wahrscheinlichkeit auf Italienisch. Das ist insofern von Bedeutung, als die Enzyklika in ihren polemischen Abschnitten auf Italienisch einen teilweise schärferen Ton anschlägt als auf Latein.

## Karl Borromäus als Vorbild

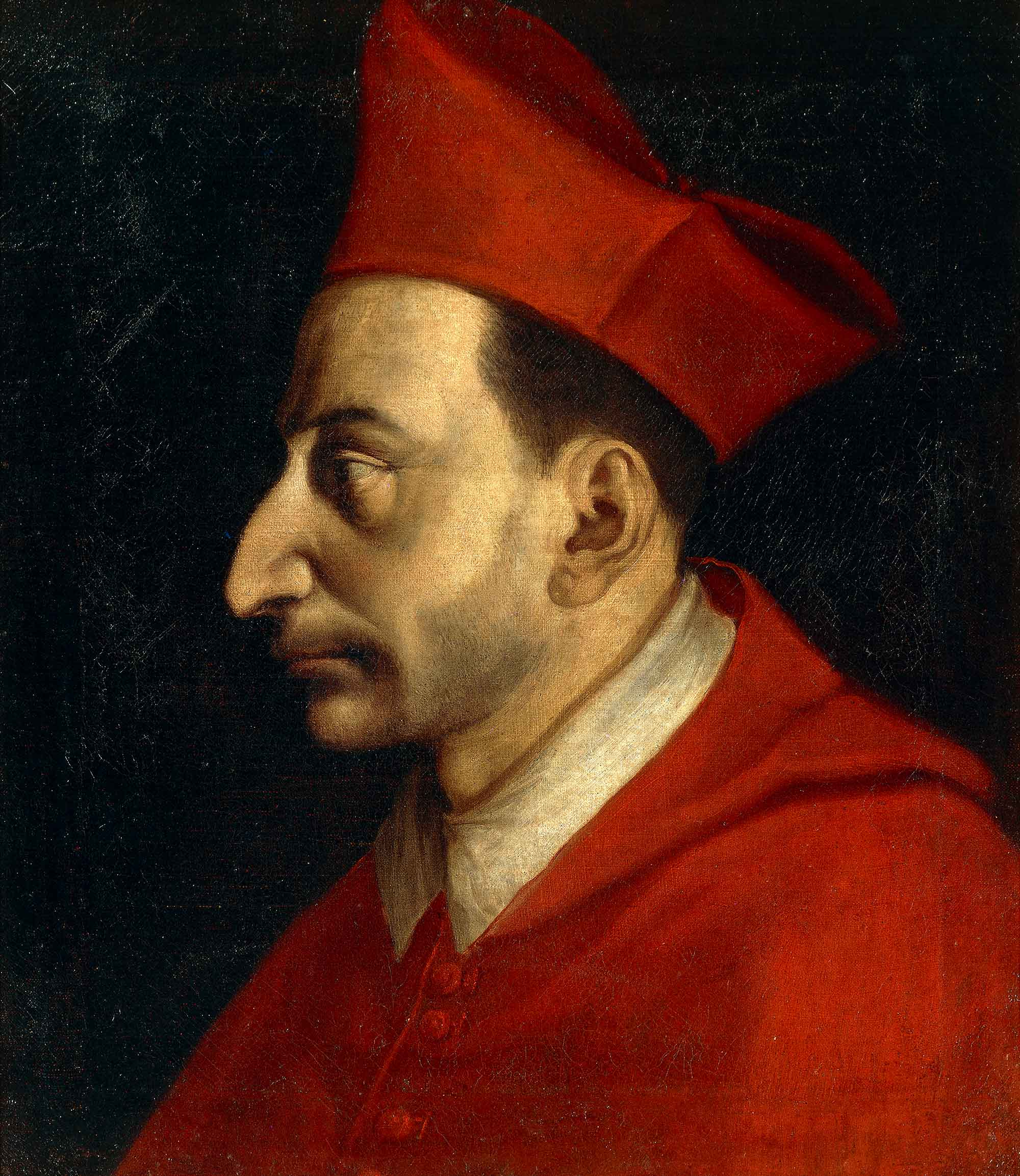
Karl Borromäus – Gemälde von Giovanni Ambrogio Figino (1548 – 1608).

Der Papst schildert Karl Borromäus als einen unermüdliche Vorkämpfer der „wahren“ Reform. Er sei als Prediger ein Vorbild für die Priester und durch seine Werke der Barmherzigkeit ein Vorbild für alle Katholiken. Der Papst verweist insbesondere auf dessen Sorge für die Reinerhaltung des Glaubens und auf dessen Bemühen um eine christliche Bildung. Wie an vielen anderen Stellen der Enzyklika wechselt er auch bei diesem Thema vom Lob des Heiligen unvermittelt in Angriffe gegen diejenigen Entwicklungen und diejenigen Personen, von denen er meint, dass sie die katholische Kirche oder das Seelenheil der Gläubigen gefährden. So warnt er vor den „öffentlichen Schulen, aus denen die Religion ganz ferngehalten wird und wo man sich aus dem Spott über die heiligsten Dinge ein Vergnügen macht und der Mund der Lehrer ebenso willig der Gottlosigkeit dient, als die Ohren der Schüler dieselbe einsaugen“.

## Gegen die Reformation und die Reformatoren
Nach dem Lob des „wahren“ Reformers Karl Borromäus geht es gegen die „falsche Reformatoren“. 

„Damals tobten die Leidenschaften; die Kenntnis der Wahrheit war verwirrt und verdunkelt; es herrschte ein beständiger Kampf mit den Irrlehren; die menschliche Gesellschaft stürzte sich allem Unheil entgegen und schien dem Verderben preisgegeben. Inmitten solcher Verhältnisse traten hochmütige und aufrührerische [widerspenstige] Männer auf, ‘Feinde des Kreuzes Christi’, Menschen von ‘irdischer Gesinnung, deren Gott der Bauch ist’ (Phil. III., 18, 19). Diese richteten ihr Augenmerk nicht auf die Verbesserung der Sitten, sondern auf die Leugnung der Dogmen; sie vermehrten die Unordnung und ließen zu ihrem eigenen und zu anderer Nutzen der Zügellosigkeit freien Lauf; oder doch untergruben sie, indem sie die autoritative Leitung der Kirche ablehnten, nach dem Belieben gerade der verkommensten Fürsten oder Völker wie unter einem Joch die Lehre, Verfassung und Disziplin der Kirche. Sodann ahmten sie jene Gottlose nach, denen die Drohung gilt ‘Wehe euch, die ihr das Böse gut und das Gute böse nennt’ (Js. V, 20), und nannten diese aufrührerische Erhebung und die Verderbnis des Glaubens wie der Sitten Reform und sich selbst Reformatoren. Allein in Wahrheit waren sie Verführer, und dadurch, dass sie durch Streit und Kriege die Kräfte Europas erschöpften, haben sie die Revolutionen und den Abfall der Neuzeit vorbereitet, in denen sich die drei Arten des Kampfes, welche früher getrennt waren und aus denen die Kirche immer siegreich hervorgegangen war, zu einem einzigen Angriffe vereinigten: nämlich die blutigen Verfolgungen der ersten Jahrhunderte, sodann die innere Pest der Häresien und schließlich unter dem Vorwand der evangelischen Freiheit eine Verderbtheit der Sitten und eine Verkehrtheit der Disziplin, welche das Mittelalter in diesem Grade vielleicht nicht einmal erreicht hat.“

Viele seiner Angriffe gegen die Reformatoren des 16. Jahrhunderts formuliert Pius X. so, dass sie auch als Angriffe gegen die Reformwilligen in der katholischen Kirche seiner Zeit gelesen werden können. An einer Stelle der Enzyklika erwähnt er den Modernismus ausdrücklich, den er den „Sauerteig der häretischen Verderbnisse“ nennt (Nr. 21).
Selbst unter Katholiken herrschte peinliche Beklommenheit. Die katholischen Zeitungen Germania und die Augsburger Postzeitung publizierten den Text. Viele katholische Zeitungen hingegen druckten die Enzyklika nicht ab. Trotzdem schürte sie den für das „zweite konfessionelle Zeitalter“ (1830–1970) so charakteristischen Konfessionalismus.

## Eine strittige Enzyklika
In Deutschland und in der Schweiz, zwei konfessionsgeteilten Ländern, erregte Editae saepe großes Aufsehen, entfachte bei vielen Protestanten sogar einen Entrüstungssturm. Denn sie fühlten sich päpstlich beleidigt. Sehr schnell erschienen mehrere Übersetzungen, unter anderem die des Hugo Gördes (1890–1965), der seine Übersetzung unter Pseudonym „M. Hage“ veröffentlichte. Einige Übersetzungen entschärften den päpstlichen Tonfall, andere verschärften ihn. Im Eifer des Gefechtes kam es zu Fehlübersetzungen, die die Stimmung noch mehr aufheizen. So wurde aus „Männer irdischer Gesinnung“ („qui terrena sapiunt“) „Männer viehischer Gesinnung“. Dass dieser Bezeichnung ein Bibelzitat zugrunde lag, wurde unterschlagen, womit sie als päpstliche Semantik ausgegeben werden konnte. 
Der Evangelische Bund nahm Editae saepe zum Anlass, seine Kampagne gegen den „Ultramontanismus“ fortzusetzen. Hans Delbrück und Friedrich Naumann redeten am 12. Juni 1910 auf einer vom Evangelischen Bund betriebenen Protestversammlung gegen die Enzyklika im Zirkus Busch in Berlin. 5000 Protestanten ließen Ein feste Burg ist unser Gott erschallen. Umgekehrt reiste eine Delegation Berliner Katholiken nach Rom. Dem Papst versicherten sie, „nötigenfalls das Leben für ihn opfern und trotz dem Geschrei der Gottlosen an seine Unfehlbarkeit glauben zu wollen“.
Die Aufregung führte zu parlamentarischen Interpellationen, so am 9. Juni im Preußischen Abgeordnetenhaus. Die Abgeordneten fragten, „was die preußische Regierung zu tun gedenke, um den durch die päpstliche Bulle gefährdeten konfessionellen Frieden zu schützen“. Debatten den Landesparlamenten, unter anderem in der bayerischen Kammer am 15. Juni und in der Ersten Kammer der Badischen Ständeversammlung am 18. Juni.
Es gab nicht nur Demonstrationen und Parlamentsdebatten, sondern auch diplomatische Demarchen. Angesichts der am 9. Juni anstehenden Sitzung des Preußischen Abgeordnetenhaus und des zu erwartenden parlamentarischen Aufruhrs hatte Theobald von Bethmann Hollweg, der Reichskanzler und preußische Ministerpräsident den Gesandten beim Vatikan beauftragt, „in amtlicher Form bei der päpstlichen Kurie Verwahrung einzulegen und der Erwartung Ausdruck zu geben, dass die Kurie Mittel und Wege finden werde, die geeignet seien, die aus der Veröffentlichung der Enzyklika sich ergebenden Schäden zu beseitigen“. Dies geschah am 8. Juni. Am 11. Juni lenkte der Papst ein und erklärte dem preußischen Ministerpräsidenten, „dass die Enzyklika in den Kirchen und in den Diözesanblättern Deutschlands nicht weiter publiziert“ werde. Dass der Papst sein eigenes Lehrschreiben, das zwar nicht als unfehlbar gelten konnte, jedoch von den Katholiken als „irreformabel“ anzunehmen war, dort, wo es auf Widerspruch stieß, ad acta legte, war für die damals anti-katholisch ausgerichtete Neue Zürcher Zeitung „der klägliche Rückzug unter verlegenen Entschuldigungen“. Man kann es auch als eine späte Einsicht werten. Adolf von Harnack meinte, die Geschichte der Enzyklika Editae saepe diene zumindest der „Erziehung der rückständigen Kurie, damit sie die Verkehrsformen des zwanzigsten Jahrhunderts erlerne“. Große Hoffnungen machte er sich in dieser Hinsicht jedoch nicht: Die katholische Kirche „kommt immer zu spät, immer erst wenn der Zeiger der Zeit längst an einem neuen Punkt steht, die einst neue Erkenntnis schon eine Trivialität geworden ist und die Sprache vergangener Jahrhunderte überhaupt nicht mehr verstanden wird. Solange aber der Fortschritt und das neue noch die Züge frische Erkenntnis trägt, sucht sie ihm tödliche Stiche zu versetzen.“
Hohe Wellen schlug die Enzyklika in Sachsen, dem Mutterland der Reformationsbewegung. Der katholische König von Sachsen, Friedrich August, sorgte sich ebenfalls um den konfessionellen Frieden. In einem Handschreiben an den Papst verwahrte er sich dagegen, wie die Enzyklika die Reformatoren darstellte. Entgegen dem höfischen Protokoll antwortete der Papst nicht selbst, sondern ließ den König durch seine Kanzlei abkanzeln. In deren Brief hieß es: „Für die Geschichtsschreiber zur Zeit Pius X. oder Leo XIII. muß es dereinst zum Totlachen sein, daß ein Duodezkönig, der über noch nicht 15 000 Quadratkilometer Kulturboden regiert, dem Papst einen Protestbrief schreibt, dem Papste, welcher Gläubige in fast 2000 Bistümern, Vikariaten, Präfekturen und Delegationen leitet.“
Zahlreiche katholische Rechtfertigungspamphlete widmeten sich der antiklerikalen Kampagne besonders des Evangelischen Bundes, aber auch liberaler Zeitungen. In der katholischen Presse war von einer „Enzyklikahetze“ die Rede, „protestantische Hetzblätter“ bemühten sich, so der Vorwurf, den Wortlaut der Enzyklika „zu verdrehen und zu entstellen und für ihre Hetzzwecke zurechtzustutzen.“ Dass auch „jüdisch-liberale Blätter in die Hetze einstimmten“, sah die Germania – in einem antisemitischen Ausfall – als Bestätigung des Sprichworts „Wenn Katholiken und Protestanten miteinander in Streit geraten, dann macht der Jude die Musik dazu.“ Noch im Reichstagswahlkampf 1912 klagte man in der katholischen Presse: „Die Borromäus-Enzyklika hat man anfänglich im liberalen Lager breit gefälscht, um das protestantische Volk aufzuregen. Man schiebt ihr auch heute noch einen ganz falschen Sinn unter und hat die unwissende Frechheit, sie als eine ‚unfehlbare Äußerung‘ hinstellen zu wollen. Sie enthält ein historisches Werturteil über die Zustände zur Reformationszeit, ein Urteil, das noch sehr mild genannt werden muss gegenüber den historischen Urteilen aus dem evangelischen Lager, die täglich über den Katholizismus dort ausgesprochen werden.“

## „Editae saepe“ im Rückblick
Der Chronist der Zentrumspartei, Karl Bachem, schrieb 1930, die Enzyklika enthalte „Urteile über die protestantische Reformation, welche nach dem Stande der geschichtlichen Forschung in ihrer Allgemeinheit als einseitig anerkannt werden mußten. Der Text war offenbar gearbeitet nach Vorbildern aus der Polemik früherer Jahrhunderte, welche eine kräftigere Sprache liebte, als sie den Ohren unserer Zeit annehmbar klingt.“ Sie blieb für Jahrzehnte geeignet, die Stimmung gegen den jeweiligen „Glaubensgegner“ anzufachen. „Gerade in der Borromäus-Enzyklika kommt die erschütternde Tragik, die dem Pontifikate Pius X. ein so melancholisches Gepräge verleiht, zu ergreifendem Ausdruck. Er möchte so gern die kirchliche Wiedergeburt herbeiführen und vergreift sich doch stets in den Mitteln“.